# Wollendriestoren

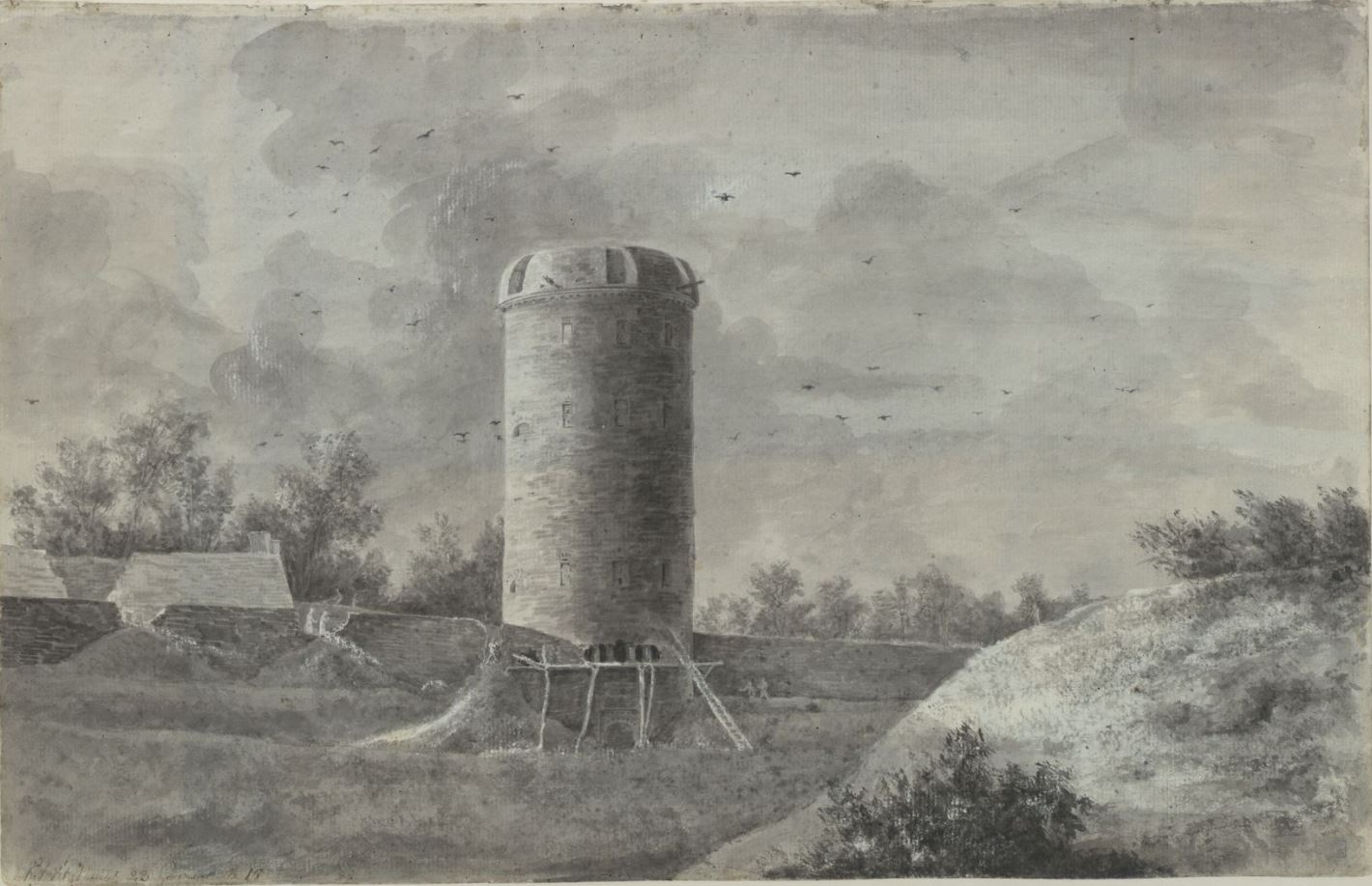
De toren afgebeeld door Vitzthumb kort vóór afbraak.

De Wollendriestoren (Frans: Tour aux Laines of Grosse Tour) was een massieve verdedigingstoren op de tweede stadsmuur van Brussel die het stadbeeld domineerde. Het oudste document waarin hij vermeld is, dateert uit 1382. Het Wollendries, waaraan het bouwwerk zijn naam ontleende, was een hooggelegen weide waar de Brusselse lakenwerkers hun wol te drogen legden. De toren bevond zich nabij het huidige Louizaplein, ten oosten van de Grotehertstraat. De bewaking ervan werd in 1422 toevertrouwd aan de Sint-Niklaasnatie. In 1552 paste men de bovenbouw aan om kanonnen te dragen en in 1674 werd een schans ingericht aan de voet. Tegen die tijd had de toren geen militair nut meer en gebruikten de Brusselse schuttersgilden hem voor hun gaaischietingen. Eind 18e eeuw deden Jérôme Lalande en andere wiskundigen metingen vanop de toren om het zeeniveau te bepalen. Op last van burgemeester Guillaume de Mérode werd de Wollendriestoren in 1807 gesloopt, ondanks creatief aandringen van zijn voorganger Paul Arconati-Visconti om een herbestemming te vinden. Nadat metser Lecat de toren op 17 april 1807 met kruit had opgeblazen, bleven de ruïnes liggen tot 1830. De Wollendriestorenstraat in Elsene herinnert sinds 1861 aan zijn bestaan.